# Římskokatolická farnost Kurovice
Římskokatolická farnost Kurovice je územní společenství římských katolíků s farním kostelem svaté Kunhuty v děkanátu Holešov. 

## Historie farnosti
První písemná zmínka o obci pochází z roku 1275. Kostel je poprvé připomínán roku 1434. Gotická stavba byla v průběhu 16. století rozebrána a na jejím místě vznikla stavba renesanční (roku 1582). Na konci 18. století došlo k menším barokním úpravám kostela.

## Duchovní správci
Administrátorem excurrendo byl od prvního desetiletí 21. století R. D. Mgr. Antonín Ptáček. K 1. červenci 2019 ho vystřídal R. D. Mgr. Radomír Němeček.

## Bohoslužby
| Kostel               | Místo    | Bohoslužba (den) | Hodina                         | Poznámka     |
| -------------------- | -------- | ---------------- | ------------------------------ | ------------ |
| kostel svaté Kunhuty | Kurovice | neděle středa    | 11.00 17.00 (SEČ)/18.00 (SELČ) | farní kostel |

## Aktivity ve farnosti
Ve farnosti se pravidelně koná tříkrálová sbírka. V roce 2018 činil její výtěžek 10 461 korun.